# Lygodactylus roavolana
Lygodactylus roavolana là một loài thằn lằn trong họ Gekkonidae. Loài này được Puente, Glaw, Vieites & Vences mô tả khoa học đầu tiên năm 2009.